# Юкка клювовидная
Юкка клювовидная (лат. Yucca rostrata) — вечнозеленое растение, вид рода Юкка семейства Спаржевые (Asparagaceae), подсемейства Агавовые (Agavoideae).

## Описание

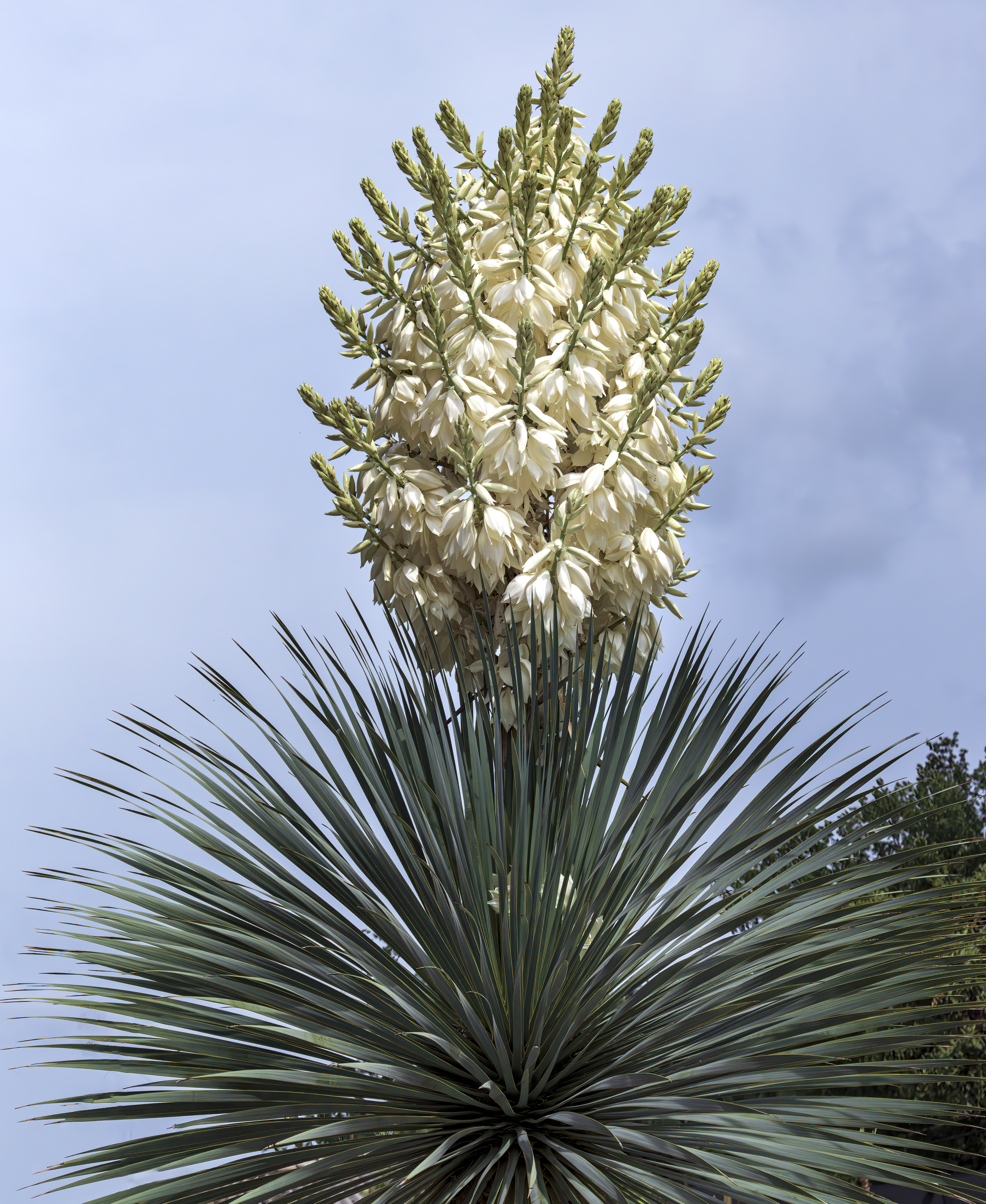
Yucca rostrata- соцветие

Вечнозелёное дерево высотой до 3—4 м, с одним прямым стволом и иногда с несколькими ветвями.
Листья узкие игловидные, растущие из густых пучков на концах ветвей, желтовато-зелёного цвета, со временем становятся светло-коричневыми, жёсткие, длиной от 20 до 60 см и шириной 1—1,2 см.
Соцветие — густая метелка. Цветки белые, длиной 5—6,6 см. Цветонос коротки, 0,3—1,3 м высотой.
Плод — сухая, неопадающая, прямая коробочка, длиной 5—8,2 см и 1,2—2,5 см шириной; расширенная у основания и сужающаяся у верхушки в 3 заострённых клювика. Семена  тонкие, гладкие.

## Распространение и экология
Редко встречающееся дерево Северной Америки. Ареал вида ограничен округом Брустер в штате Техас, США, на севере и штатом Коауила на юге, Мексика.
Растёт на скалистых горных склонах и в ущельях.